# Ел Салвадор на Летњим олимпијским играма 2024.
Ел Салвадор је учествовао на Летњим олимпијским играма 2024. у Паризу,  од 26. јула до 11. августа 2024. Нација је званично дебитовала на Олимпијским играма на Летњим олимпијским играма 1968. у Мексико Ситију у Мексику . Салвадорски спортисти су учествовали на свим Олимпијским играма од тог времена, изузев оних одржаних 1976. и 1980. године, када се нација придружила бојкоту под вођством Америке у знак протеста против совјетске инвазије на Авганистан . 

## Учесници по спортовима
| Спорт         | Мушкарци | Жене | Укупно |
| ------------- | -------- | ---- | ------ |
| Бадминтон     | 1        | 0    | 1      |
| Једрење       | 1        | 0    | 1      |
| Пливање       | 1        | 1    | 2      |
| Стреличарство | 1        | 0    | 1      |
| Стрељаштво    | 1        | 0    | 1      |
| Сурфовање     | 1        | 0    | 1      |
| Џудо          | 1        | 0    | 1      |
| 7 спортова    | 7        | 1    | 8      |